# Casa Burleigh (Westminster)

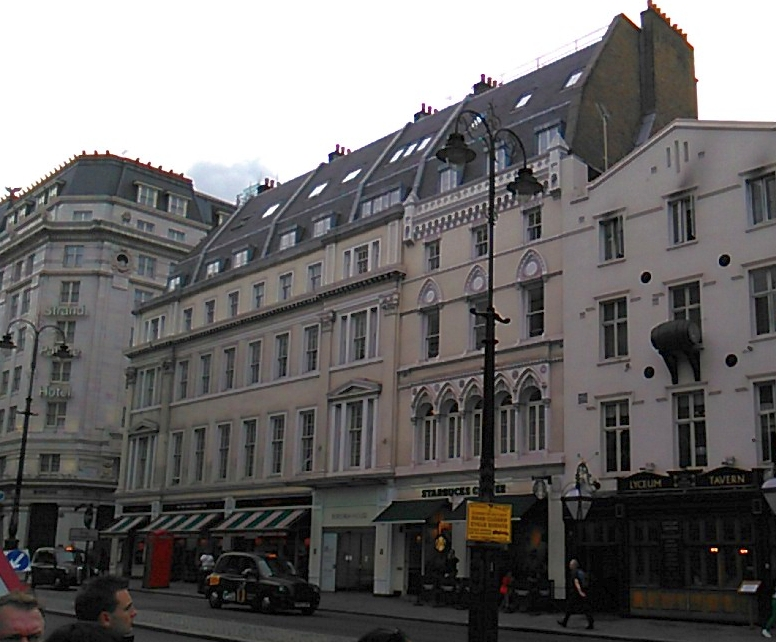
Casa Burleigh

A Casa Burleigh é um edifício histórico na cidade de Westminster, Londres, Reino Unido. Ela está localizada na 355 The Strand. Foi construída no século XVIII. Foi listada como Grau II no dia 1 de maio de 1986.